# يوناس ووهلفارث-بوتيرمان
جوناس ووهلفارث-بوتيرمان (بالألمانية: Jonas Wohlfarth-Bottermann)‏ مواليد 20 فبراير 1990، هو لاعب كرة سلة ألماني بدأ مسيرته الاحترافية في سنة 2008 يلعب مع فريق ألبا برلين في الدوري الألماني لكرة السلة ويحمل الرقم 18. يبلغ طوله 6 قدم 10 بوصة (2.1 م).

## فرق لعب لها
- تليكوم باسكتس بون
- ألبا برلين

## روابط خارجية
- يوناس ووهلفارث-بوتيرمان على موقع الاتحاد الدولي لكرة السلة (الإنجليزية)
- يوناس ووهلفارث-بوتيرمان على موقع الدوري الأوروبي لكرة السلة (الإنجليزية)
- يوناس ووهلفارث-بوتيرمان على موقع كرة السلة الأوروبية.كوم (الإنجليزية)
- يوناس ووهلفارث-بوتيرمان على موقع ريلجم (الإنجليزية)
- يوناس ووهلفارث-بوتيرمان على موقع بروبوليرز (الإنجليزية)
- يوناس ووهلفارث-بوتيرمان على موقع سبورتس رفرنس (الإنجليزية)